# Light Maneuvers
Light Maneuvers é o quinto álbum de estúdio da banda Servant, lançado em 1984.

## Faixas
1. Poolside Logic
2. Surrender
3. We Are The Light
4. One At Heart
5. Neighborhood
6. Born In The Fire
7. BattleCry
8. Courage to Burn
9. Zero Minus One
10. War Dance